# Gondolin
(J. R. R. Tolkien, Racconti perduti)
Gondolin è una città di Arda, l'universo immaginario creato dallo scrittore inglese J. R. R. Tolkien. Era la città segreta degli Elfi, fondata da Turgon, nella Prima Era. Il suo nome in Sindarin significa "Rocca nascosta", e in Quenya è Ondolindë, cioè "Rocca della Musica Acquorea". Gondolin deve dunque il suo nome al fatto di essere stata fondata nel cuore dei Monti Cerchianti, sulla piana di Tumladen.
Come narrato nel Silmarillion, il Vala Ulmo, Signore delle Acque, rivelò la posizione della Piana di Tumladen al re Turgon dei Noldor in un sogno.
Sotto questo consiglio angelico, Turgon partì dal suo regno di Vinyamar (città sulle coste del Nevrast) per viaggiare lungo il corso del Sirion, sino alla valle segreta di Tumladen. Una grande vallata circondata da montagne altissime (gli Echoriath) alla quale si poteva accedere solo attraverso una lunga galleria scavata dalle acque del fiume, conosciuta con il nome di "Via nascosta". In mezzo a questa grande piana verdeggiante vi era poi una collina ripida denominata Amon Gwareth, cioè "Colle di Guardia". Qui Turgon decise di fondare una città che gli ricordasse la grande Tirion in Valinor ma che sarebbe stata protetta dalle montagne e nascosta alla vista dei servi dell'Oscuro Signore Morgoth. Turgon portò dunque i suoi uomini più fidati alla piana di Tumladen e diede inizio, in segreto, alla costruzione di Gondolin. Nel frattempo dimorò nel Nevrast per non destare sospetti, e quando, dopo cinquantadue anni di lavoro, la città fu finalmente ultimata, vi condusse tutta la sua gente, pari a un terzo dei Noldor del Beleriand e tre quarti dei Sindar del nord. In questo periodo il nome originale della città era ancora Ondolindë, ma in seguito fu cambiato nella sua definitiva forma Sindarin.
La città era protetta da bianche mura, dominate dalla alta e candida torre del Re. Sgorgavano numerose fontane e Turgon stesso vi aveva forgiato di sua mano delle immagini dei Due Alberi di Valinor, Laurelin, dai fiori d'oro, e Telperion, dai fiori d'argento.
La via nascosta era inoltre protetta da sette cancelli, tutti sorvegliati costantemente; il primo di legno e gli altri di pietra, bronzo, ferro, argento, oro, e acciaio.
Nonostante la rovina degli altri grandi regni del Beleriand, Gondolin continuava a rimanere celata e sicura. Ma Ulmo avvisò il Re riguardo alla sorte della gente di Gondolin: infatti aveva comandato a Turgon, prima che lasciasse Vinyamar, di lasciare là un'armatura elfica completa. Quando sarebbe stato il momento, infatti, un messaggero sarebbe giunto a Gondolin così vestito, e Turgon lo avrebbe riconosciuto. Fu Tuor, figlio di Huor che ebbe questo incarico dal potente Vala e, guidato da Voronwë, giunse fino alla Città Celata, dove incontrò Turgon. Ma il Re Supremo dei Noldor nel frattempo si era fatto presuntuoso, e non accettò il consiglio di Ulmo di tornare all'Ovest, perché riteneva inviolabile la Rocca. Nel frattempo Tuor sposò anche Idril Celebrindal e nacque suo figlio Eärendil.
La città rimase in piedi sino a circa 450 anni dal giorno in cui la gente di Turgon andò a dimorarvi. Morgoth era venuto a conoscenza dell'esistenza della città e, pur non essendo ancora in grado di attaccarla direttamente, catturò Maeglin, nipote di Turgon, per costringerlo con la tortura a farlo entrare in  Gondolin. Il giorno del settimo compleanno di Eärendil, Morgoth scatenò un esercito di Orchi, Balrog e Draghi che passarono dalle alture settentrionali, quelle più alte e meno sorvegliate. La città cadde inevitabilmente, non senza opporre un'incredibile e inaspettata resistenza, i Gondolindrim si trovarono assediati in maniera del tutto inaspettata e si trovarono costretti, a retrocedere sempre di più, fino alla piazza centrale. Da lì nonostante l'eroico intervento della casata del re e di Turgon in persona, i Gondolindrim sono costretti ad abbandonare la città (il sacrificio della casata del re e del re stesso garantì loro il tempo di salvarsi). Scapparono dalla città pochi sopravvissuti da tutte le casate, ad eccezione di quella del Re e di quella del Martello d'Ira, si salvarono anche Glorfindel (che morì durante la fuga combattendo un Balrog e rovinando con lui giù da una montagna), Egalmoth (troverà tuttavia la morte nel terzo fratricidio ad opera dei feanoriani sopravvissuti alle bocche del Sirion), Galdor, Tuor, Idril, Eärendil, Voronwe e Legolas di Gondolin. La maggior parte del loro popolo trovò la morte appunto durante il Terzo Fratricidio.

## Casati
Gondolin era divisa in dodici Casati. Al tempo della Caduta di Gondolin, erano:
- Il Casato dell'Ala Bianca, sotto Tuor
- Il Casato della Talpa, sotto Maeglin
- Il Casato della Rondine, sotto Duilin
- Il Casato dell'Arco Celeste, sotto Egalmoth
- Il duplice Casato del Pilastro e della Torre di Neve, sotto Penlodh
- Il Casato dell'Albero, sotto Galdor
- Il Casato del Fiore d'Oro, sotto Glorfindel
- Il Casato della Fonte, sotto Ecthelion
- Il Casato dell'Arpa, sotto Salgant
- Il Casato del Martello d'Ira, sotto Rôg
- Il Casato del Re, sotto Re Turgon

Ala Bianca.
Talpa.
Rondine.
Arco Celeste.
Casato del Pilastro.
Casato della Torre di Neve.
Albero.
Fiore d'oro.
Fonte.
Arpa.
Martello d'Ira.
Casato del Re.